# Bo'orchu
Bo'orchu o Bogorchu (Боорчи, Boorchi in mongolo; fl. XIII secolo) è stato un condottiero mongolo, e servì Genghis Khan, nato Temujin e in seguito il suo successore e terzogenito Ögödei Khan.
Figlio di Nakhu Bayan degli Arulati, conobbe Temujin quando erano solo ragazzini: quest'ultimo era infatti alla ricerca dei suoi otto cavalli, che gli erano stati rubati. Bo'orchu lo aiutò a riprendersi il possesso dei suoi cavalli, per poi ritornare insieme a lui nel suo villaggio natale. Qualche anno dopo, Temujin mandò il fratello minore Khasar a portare Bo'orchu nel suo campo.
Quando Börte, la prima moglie di Temujin e la sua preferita, oltre che allora l'unica, fu rapita dai Merkiti, Bo'orchu, insieme a Jelme, Belgutei e Chilagun, fu incaricato di spiare i Merkiti stessi. Mentre Genghis si trovava a Dalannemurges per combattere i Tatari, cadde la pioggia, e Bo'orchu stette accanto al Khan per proteggerlo. Durante la battaglia del deserto di Kalakalzhit, o Khalakhaljid, contro i Keraiti di Toghrul Khan e i Jadaran di Jamukha, il cavallo di Bo'orchu fu colpito da una freccia, appiedando il rampollo degli Arulati; questi prese dunque un cavallo nemico e ritornò il giorno successivo, contribuendo a trovare la posizione del nemico. Dopo che Temujin prese i titoli di Genghis Khan e Grande Khan dei Mongoli, Bo'orchu, insieme a Jelme, fu reso capo dei seguaci del Khan.
Sopravvisse alla morte di Genghis Khan, e rimase fedele al successore Ogodei.